# Købmanden i Venedig
 For alternative betydninger, se Købmanden i Venedig (flertydig). (Se også artikler, som begynder med Købmanden i Venedig)
Købmanden i Venedig (engelsk originaltitel The Merchant of Venice, også oversat til Købmanden fra Venedig) er et skuespil af William Shakespeare fra 1596/1597. Det foregår i Venedig og er mest kendt for portrættet af jøden Shylock.
Der er delte meninger om, hvorvidt skuespillet er en komedie eller et drama. Formmæssigt er det en komedie og minder om Stort ståhej for ingenting (en) (1598–1599)  og Som man behager (en) (1599–1600). Scenen, hvor Portia klæder sig ud som en ung mand, er komisk. Det er tragedie, når Shylock må give afkald på sin datter, bliver tvangskristnet og må ophøre med sin udlånsvirksomhed.

## Filmatiseringer
Skuespillet er filmatiseret flere gange, herunder i 1914 i en amerikansk stumfilm, i 1916 med den britiske stumfilm Købmanden i Venedig, den tyske stumfilm Der Kaufmann von Venedig fra 1923 og i 2014 som Købmanden i Venedig med Al Pacino i rollen som Shylock.
| Kunst og kultur | Spire Denne artikel om scenekunst og teater er en spire som bør udbygges. Du er velkommen til at hjælpe Wikipedia ved at udvide den. |